# Heather Morris
Heather Elizabeth Morris, född 1 februari 1987, är en amerikansk skådespelare, dansare, sångare och modell mest känd för sin roll som cheerleadern Brittany Pierce i TV-serien Glee. 

## Tidigt liv
Morris är född i Thousand Oaks, Kalifornien, men uppfostrades i Scottsdale, Arizona. Hon introducerades för dans när hon var ett år gammal. 

## Karriär
Morris första stora framträdande var 2006 i So You Think You Can Dance säsong 2, där hon gjorde "green mile", men misslyckades med att komma med i topp 20 med en röstning 3-2.
Morris beslutade sig senare för att flytta till LA och bli aktiv med en karriär inom dans. Hennes stora genombrott kom 2007 via Beyoncé. Morris var en av Beyoncés backup dansare på Beyoncé Experience World Tour, och efter det arbetade hon med Beyoncé igen på en mini "Single Ladies" PR-turné som inkluderade framträdanden vid 2008 års American Music Awards, Saturday Night Live, The Ellen DeGeneres Show, The Today Show, och MTVs Total Request Live. Hon dansade även backup för Beyoncé och Tina Turner på Grammy Awards 2008.
Hennes andra stora genombrott kom via en liten roll i filmen Fired Up, där hon träffade koreografen Zach Woodlee. Efter den filmen fick Woodlee henne att dansa i andra serier som han koreograferade, inklusive avsnitt av Eli Stone och Swingtown, samt filmen Bedtime Stories, och så småningom Glee. Hon var endast en återkommande roll under säsong 1, men befordrades sen till regelbunden roll i säsong 2. Hennes karaktär Brittany är känd för sina roliga one-liners. Skådespelerskan Naya Rivera som också medverkade i serien var Morris bästa vän i verkliga livet, såsom de var i serien.